# DEVK
Die DEVK Versicherungen (historisch von Deutsche Eisenbahn-Versicherungskasse) ist eine deutsche Versicherung. Bundesweit hat die DEVK rund 4,2 Millionen Kunden mit rund 15 Millionen versicherten Risiken in allen Versicherungssparten. Nach der Anzahl der Verträge ist die DEVK Deutschlands viertgrößter Hausrat-, fünftgrößter Pkw- und siebtgrößter Haftpflichtversicherer. Die Zentrale befindet sich in Köln. Deutschlandweit gibt es ca. 1200 Geschäftsstellen mit ca. 2550 Vertriebspartnerschaften. Seit ihrer Gründung in den Jahren 1886 und 1889 sind die beiden Muttergesellschaften des Konzerns Versicherungsvereine auf Gegenseitigkeit.

## Firmengeschichte

### Gründung der Lebensversicherung 1886
Die Entstehung der DEVK geht zum Teil auf die am 1. April 1886 von Eisenbahnern gegründete Selbsthilfeeinrichtung „Sterbekasse der Beamten und Arbeiter im Bezirke der Königlichen Eisenbahndirektion zu Breslau“ zurück. Ihre Gründung steht in einer Reihe mit anderen Versicherungsgründungen im 19. Jahrhundert, die Arbeiter und Angestellte grundlegend absichern sollten.
Erster und für zehn Jahre einziger Angestellter der Sterbekasse Breslau war ab 1892 Wilhelm Jacob. Nach dem Ersten Weltkrieg geriet die Sterbekasse Breslau in der hohen Inflation in eine Krise und hatte 1923 nur noch 40.000 Rentenmark Vermögen, ehe ein Bankkredit ihr Fortbestehen sicherte. In den folgenden Jahren der Weimarer Republik erweiterte die Sterbekasse Breslau ihren Wirkungskreis und wuchs erstmals auf über 100.000 Mitglieder an, mehrmals erfolgten Namensänderungen. 1930 wurde beschlossen, das Geschäftsgebiet auf das gesamte Deutsche Reich auszuweiten. 1932 erfolgte eine Neufassung der Satzung mit Änderung des Firmennamens in „Deutsche Eisenbahn-Sterbekasse, Versicherungsverein auf Gegenseitigkeit zu Breslau“, welcher dem nun deutschlandweiten Anspruch der Sterbekasse entsprach.

### Gründung der Sachversicherung 1889
Neben der Sterbekasse Breslau gilt der am 26. April 1889 in Berlin gegründete „Brandversicherungs-Verein Preußischer Staatseisenbahn-Beamten“ als zweiter Vorläufer der DEVK. Da Eisenbahner häufig in der Nähe der Strecke wohnten, gefährdete Funkenflug besonders schnell ihre mit Stroh oder Holz gedeckten Häuser. Daher galten Eisenbahner für normale Feuerversicherungen als wenig erstrebenswerte Kunden; diese Lücke sollte der Brandversicherungs-Verein schließen. Der Verein wuchs bis Ende 1894 bereits auf über 60.000 Mitglieder an und benannte sich, nachdem er auch andere Versicherungsleistungen anzubieten begann, 1907 in „Versicherungsverein Deutscher Eisenbahnbediensteten a. G. in Berlin“ um. 1938 hatte der Versicherungsverein Deutscher Eisenbahnbediensteten über 550.000 Mitglieder und war damit der größte Verein seiner Art.

### DEVK im Nationalsozialismus
In der Zeit des Nationalsozialismus zog die gleichgeschaltete Deutsche Eisenbahn-Sterbekasse im Jahr 1935 nach Berlin und wurde im folgenden Jahr in „Deutsche Reichsbahn-Sterbekasse Lebensversicherungsverein a. G., Sitz Berlin“ umbenannt.
Beide Vorläufervereine der DEVK profitierten im Dritten Reich vom Wachstum der Eisenbahnindustrie. Die gleichgeschalteten Versicherungen beteiligten sich an der Judenverfolgung, indem sie Lebensversicherungspolicen von emigrationswilligen Juden oft nicht auszahlten, sondern auf sogenannte Sperrkonten überwiesen, von wo nach unbestimmter Zeit kein oder nur noch ein kleiner Teil des Geldes an die Einzahlenden zurückkam. Die Historiker Michael Kamp und Robert Kieselbach schrieben 2011 in einem Gutachten für die DEVK anlässlich ihres 125. Jubiläums: „(...) für die Verantwortlichen und für die DEVK als Ganzes konnten keine Aktivitäten nachgewiesen werden, die im Vergleich zur deutschen Versicherungswirtschaft als besonders negativ zu bezeichnen wären“.

### Nachkriegsjahre
Die Deutsche Reichsbahn-Sterbekasse (DRS) und der Versicherungsverein Deutscher Eisenbahnbediensteten (VVDE) verloren in der direkten Nachkriegszeit, durch die Abtrennung der Ostgebiete und das baldige Aus ihrer Geschäftstätigkeit in der Sowjetzone, einen substanziellen Teil ihrer Mitglieder. Beide Versicherer entschieden sich, ihre Kräfte auf dem westdeutschen Versicherungsmarkt gegen die Konkurrenz zu bündeln.
1951 benannte sich zunächst die DRS in „DEVK Deutsche Eisenbahnversicherung Lebensversicherungsverein a. G.“ um, im Jahr 1953 folgte die VVDE mit der Umbenennung in „Deutsche Eisenbahn-Versicherungskasse, Allgemeiner Versicherungsverein a. G., Sitz Berlin“. Nachdem die DRS bzw. die DEVK in der Nachkriegszeit ihren Hauptsitz zeitweise in Hamburg (von 1947 bis 1948) und Bielefeld (von 1948 bis 1953) hatte, erfolgte im Jahr 1953 der Umzug nach Köln in ein modernes Bürohaus.

### Entwicklung in der Bundesrepublik
In den folgenden beiden Jahrzehnten stieg die Zahl der DEVK-Versicherten deutlich an, das Wachstum des Versicherers war allerdings durch Personaleinsparungen bei der Bahn gebremst. Anfang der 1970er-Jahre machten Kunden, die nichts mit der Bahn zu tun hatten, bereits rund 50 % der Neukunden der DEVK aus. Ab 1976 öffnete sich das Unternehmen mit der Gründung der „DEVKA Allgemeine Versicherungs-Aktiengesellschaft“, einer Tochtergesellschaft der beiden DEVK-Vereine, erstmals im größeren Stil für Privatkunden. Zugleich war die DEVK weiterhin eine betriebliche Sozialeinrichtung der Deutschen Bahn sowie eine anerkannte Selbsthilfeeinrichtung des Bundeseisenbahnvermögens.

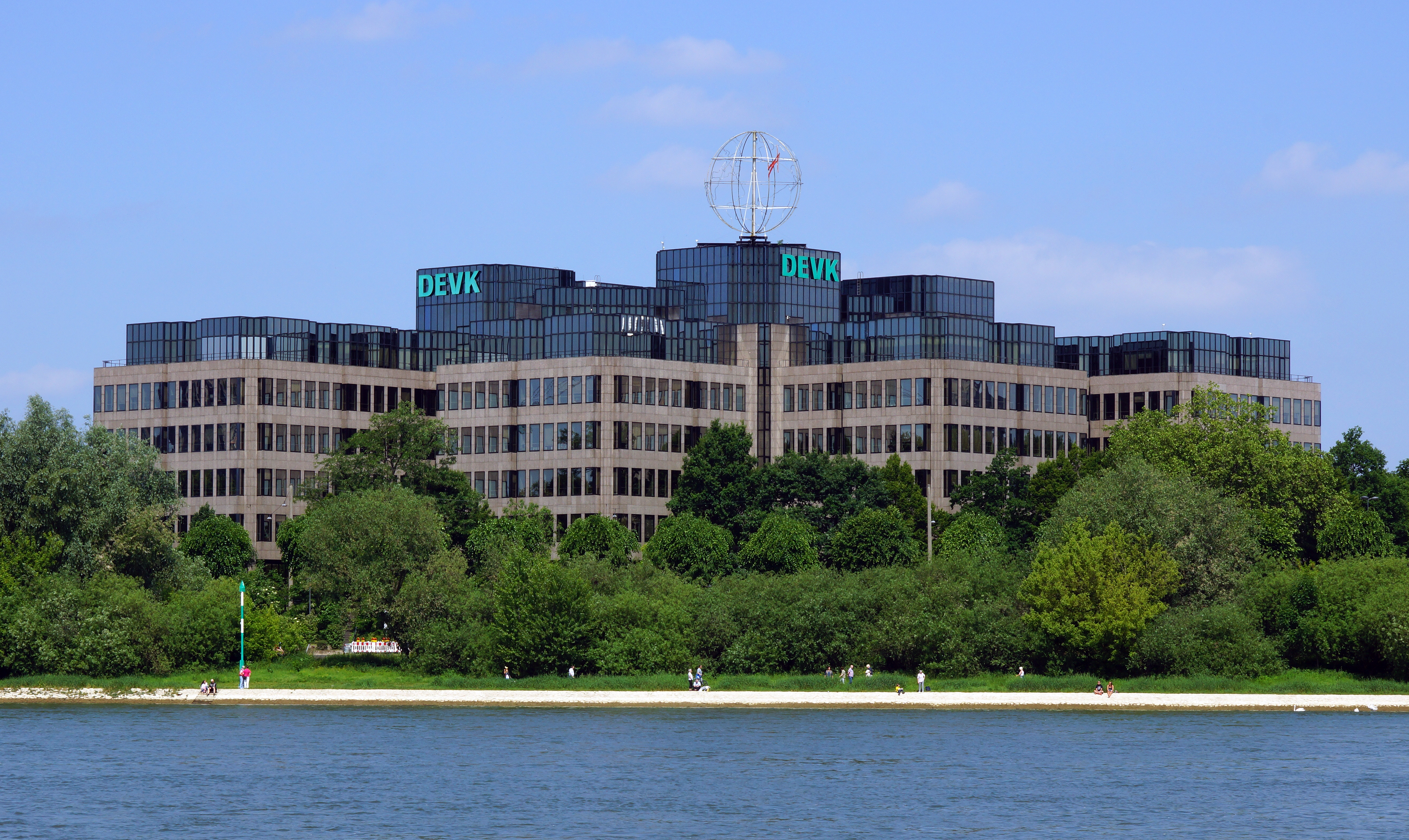
DEVK-Hauptverwaltung in Köln im Jahr 2015

Im Juli 1982 begann aufgrund von Platzproblemen der Bau einer neuen Firmenzentrale der DEVK in Köln, Ende 1984 zogen die ersten Mitarbeiter in das Gebäude in der Nähe des Rheins ein. Alle Arbeitsbereiche der Hauptverwaltung der DEVK-Versicherungsgruppe wurden daraufhin in dem Gebäude untergebracht. Ende der 1980er-Jahre war die DEVK nach einem Ausbau ihres Angebotes und dem Einstieg in den Privatkundensektor der drittgrößte Hausratversicherer, der drittgrößte Privathaftpflichtversicherer und der sechstgrößte Pkw-Versicherer in Westdeutschland.

### Seit 1990
Mit der deutschen Wende konnte die DEVK ihr zuvor kaum vorhandenes Geschäft in Ostdeutschland ausbauen. So wurde 1992 rund ein Drittel der neuen Geschäfte in Ostdeutschland abgeschlossen. In den 1990er-Jahren erweiterte die DEVK ihr Beratungsstellennetz und vergrößerte ihren Außendienst, um in der verstärkten Konkurrenz um günstige Versicherungstarife zu bestehen. Auch wurden im Laufe der Zeit Kranken-, Rechtsschutz- und Rückversicherung als weitere Sparten der DEVK begründet.
In Frankreich ist die DEVK mit der Tochtergesellschaft Sada Assurances vertreten.
Im April 2024 sicherte der Kölner Stadtrat der DEVK einen Zugriff auf ein Grundstück zu, auf dem direkt neben der Firmenzentrale am Rhein ein bis zu 145 Meter großes Hochhaus der DEVK gebaut werden soll. Das Hochhaus soll als Bürostandort und Kapitalanlage dienen. Zudem wird ab 2024 die alte Firmenzentrale umfassend saniert. Der Ausbau erfolgt aufgrund der Erweiterung der DEVK in neue Geschäftsfelder, wie beispielsweise die Rückversicherung, was zu einer steigenden Mitarbeiterzahl führte.

## Unternehmensstruktur
Die beiden Muttervereine (DEVK Sach- und HUK-Versicherungsverein sowie DEVK Lebensversicherungsverein) sind Versicherungsvereine auf Gegenseitigkeit. Die DEVK teilt sich in eine Reihe von Einzelunternehmen auf, die aus den beiden Versicherungsvereinen hervorgegangen sind. Die DEVK Sach- und HUK hat mit der Echo Rückversicherungs-AG und der DEVK Rückversicherungs- und Beteiligungs-AG – DEVK RE zwei direkte Tochtergesellschaften. Für die Koordination und strategische Führung der Einzelgesellschaften ist insbesondere die DEVK Rückversicherungs- und Beteiligungs-AG – DEVK RE als Holding verantwortlich. Zu den Einzelgesellschaften gehören die DEVK Allgemeine Versicherungs-AG, DEVK Allgemeine Lebensversicherungs-AG, DEVK Rechtsschutz-Versicherungs-AG, DEVK Krankenversicherungs-AG, DEVK Vermögensvorsorge- und Beteiligungs-AG, DEVK Pensionsfonds-AG sowie sonstige Tochterunternehmen und Beteiligungen.
2023 gab es im abgestellten Innen- und Außendienst sowie beim DEVK Sach- und HUK-Versicherungsverein zusammengerechnet rund 5800 Vollzeitstellen (Teilzeitstellen wurden für die Rechnung zusammenaddiert). Stand 2023 lag die Gesamtzahl der Mitarbeiter und Vertriebspartner bei rund 7500 Personen.

## Standorte

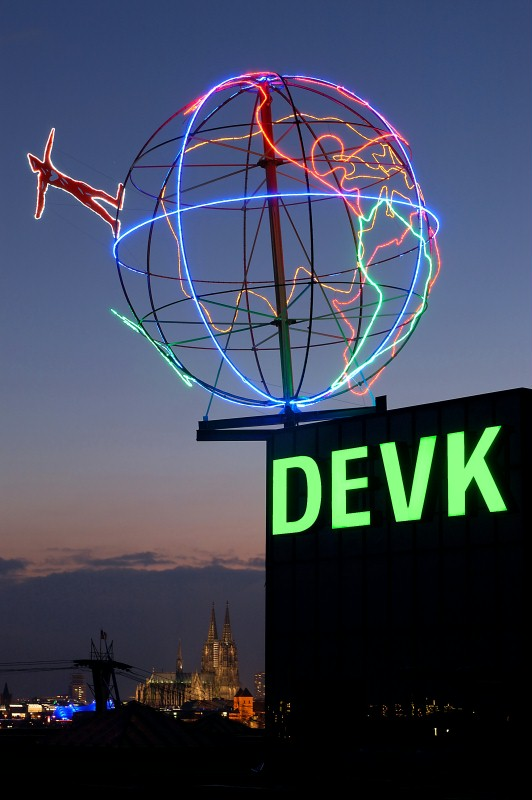
DEVK-Zentrale in Köln mit der Kölner Kugel am Firmendach

Ihren Hauptsitz hat die DEVK seit 1953 in Köln. In dem Gebäude an der Riehler Straße, nahe dem Rheinufer, arbeiten rund 2000 Mitarbeiter. Auf dem Firmendach befindet sich seit 2000 die von HA Schult geschaffene „Kölner Kugel“ als Markenzeichen. Beginnend ab Juli 2024 erfolgt ein vorübergehender Umzug der Firmenzentrale in die Rheinhallen nach Köln-Deutz, während die Firmenzentrale für mindestens drei Jahre saniert wird.
Zusätzlich gibt es 19 Regionaldirektionen in Deutschland: Berlin, Dresden, Erfurt, Essen, Frankfurt am Main, Hamburg, Hannover, Karlsruhe, Kassel, Köln, Mainz, München, Münster, Nürnberg, Regensburg, Saarbrücken, Schwerin, Stuttgart und Wuppertal. An diesen Standorten befanden sich früher Bundesbahn- bzw. Reichsbahndirektionen.

## Produkte
Die DEVK bietet Versicherungs- und Vorsorgeprodukte in den Bereichen Fahrzeuge, Reise, Rechtsschutz, Haftpflicht, Haus und Wohnen, Krankenversicherung, Geld und Finanzen, Lebensversicherung, Altersvorsorge, Berufsunfähigkeitsvorsorge, Unfallversicherung und Tierversicherung an. Am Kapitalmarkt ist die DEVK unter anderem in Kooperation mit der Privatbank Sal. Oppenheim und der Monega vertreten.
Weiterhin hat die DEVK spezielle Produkte für Bahnmitarbeiter, etwa eine Berufshaftpflichtversicherung für Angestellte in Verkehrsunternehmen. Sie verwaltet seit 2002 auch den Pensionsfonds der Bahn, in welche Bahnmitarbeiter einzahlen. Die DEVK erstattet Beschäftigten der Verkehrsbranche einmal im Jahr einen Teil ihrer Beiträge, wenn die Schadenentwicklung dies zulässt.

## Kooperationspartner

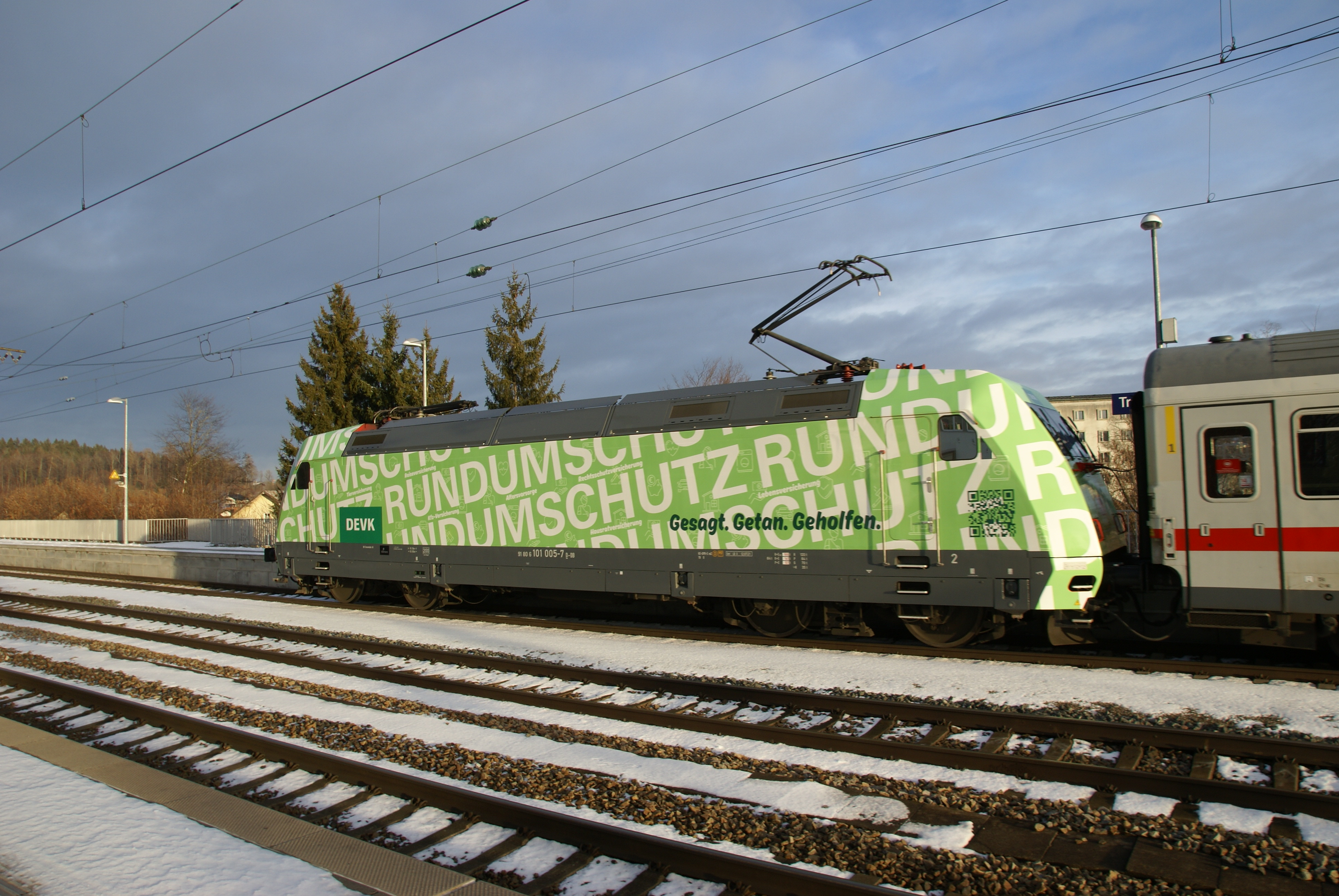
DEVK-Werbelok der Deutschen Bahn (DB-Baureihe 101)

Gemeinsam mit den Vertriebsmitarbeitern der Sparda-Banken und der Monega Kapitalanlagegesellschaft, an der die DEVK und die Sparda-Banken jeweils Anteile halten, bildet die DEVK einen Finanzverbund. Darüber hinaus arbeitet das Unternehmen mit der Bahn-BKK zusammen. Die Zusammenarbeit war zudem die erste Kooperation zwischen einer Betriebskrankenkasse und einer privaten Krankenversicherung.
Traditionell pflegt die DEVK eine Partnerschaft mit dem Deutsche-Bahn-Konzern, den beiden Bahn-Gewerkschaften Eisenbahn- und Verkehrsgewerkschaft und Gewerkschaft Deutscher Lokomotivführer sowie dem Verband Deutscher Eisenbahn-Ingenieure. Hier bietet die DEVK spezielle Rechtsschutzversicherungen für Mitglieder der Bahn-Gewerkschaften an. Die DEVK ist auch Partner der DBplus, dem Netzwerk der Sozialpartner der Deutschen Bahn, und gewährt beispielsweise Rabatte für Besitzer einer Bahncard. Zudem ist sie Fördermitglied der Organisation Allianz pro Schiene.
Die DEVK hat Partnerschaften mit weiteren Unternehmen und Institutionen in der Verkehrsbranche. So ist die DEVK Kooperationspartner des ACV Automobil-Club Verkehr, welchen sie 1962 selbst gründete und dessen Mitglieder sich zu vergünstigten Konditionen bei der DEVK versichern können. Im Rahmen der Mitgliedschaft im europäischen Verband Euresa arbeitet die DEVK international mit einer Reihe von anderen Versicherungsvereinen zusammen. Weiterhin kooperiert die DEVK mit dem 2008 gegründeten Forum für Verkehr und Logistik, eine Informationsplattform für innovative und nachhaltige Mobilitätskonzepte.

## Sportmarketing
Die DEVK ist seit 2017 ein Hauptpartner des 1. FC Köln, dabei übernimmt sie das Ärmelsponsoring am Trikot der Männermannschaft und seit 2024 auch am Trikot der Frauenmannschaft.